# 鹤壁东站
鹤壁东站位于中华人民共和国河南省鹤壁市淇滨区朝歌路，是京广高速铁路的一座车站，于2012年12月26日开通。

## 简介

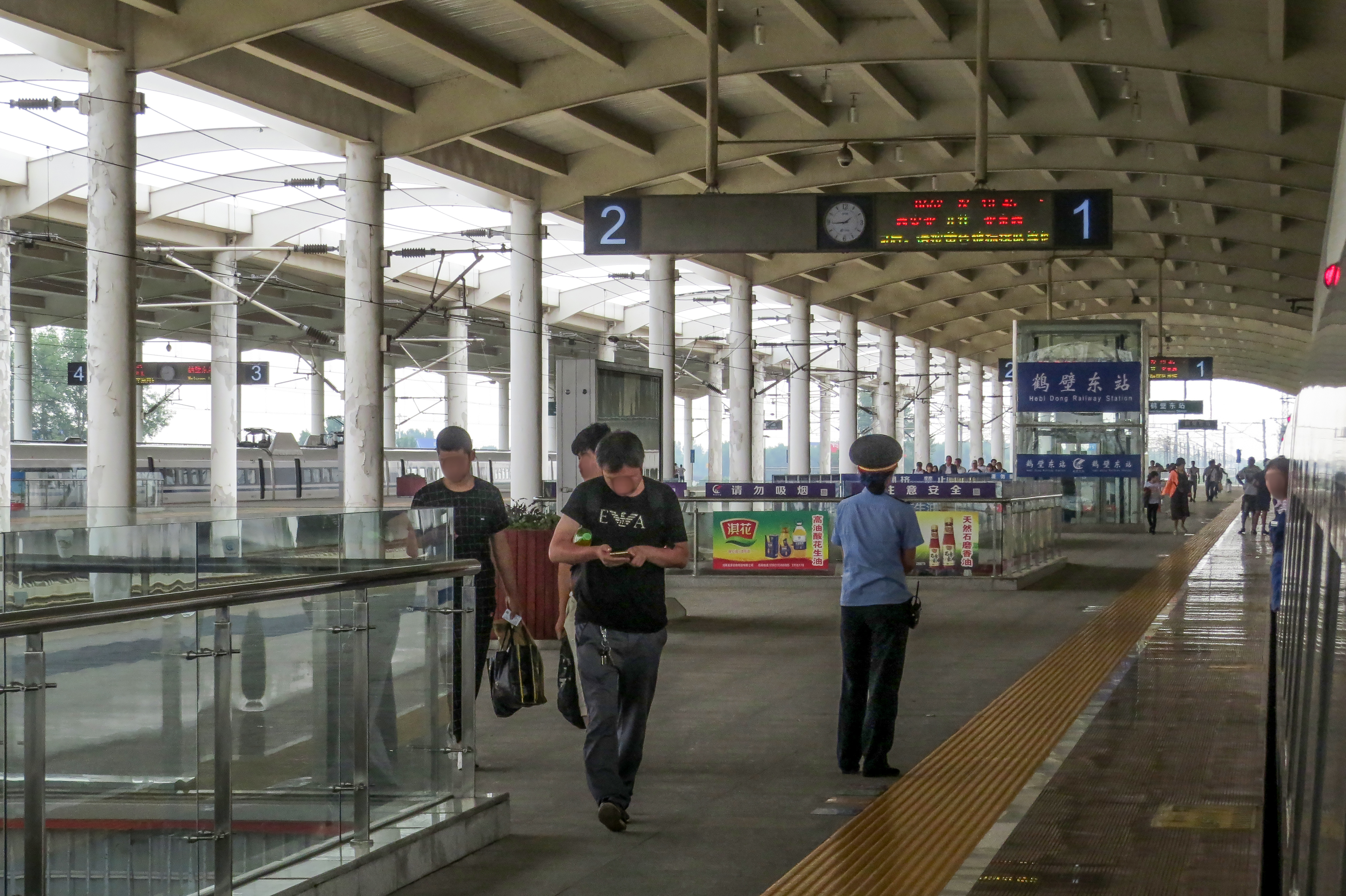
鶴壁東站站台

东站站房长173米、宽43米，局部三层，有4个站台。候车室内共有800多个座椅。站前广场占地10.5万平米，于2012年12月10日完成。